# Лагониси (дем Ситония)
Лагониси (на гръцки: Λαγονήσι) е малък остров в Северна Гърция, част от дем Ситония, област Централна Македония. Островът е разположен в западната част на Светогорския залив и в 2001 година е с 14 жители.